# Oliganthes
Oliganthes es un género de plantas fanerógamas perteneciente a la familia de las asteráceas. Comprende 31 especies descritas y de estas, solo 6 aceptadas.

## Taxonomía
El género fue descrito por Alexandre Henri Gabriel de Cassini y publicado en Bull. Sci. Soc. Philom. Paris 1817: 10. 1817. La especie tipo es: Oliganthes triflora Cass.

## Especies aceptadas
A continuación se brinda un listado de las especies del género Oliganthes aceptadas hasta septiembre de 2012, ordenadas alfabéticamente. Para cada una se indica el nombre binomial seguido del autor, abreviado según las convenciones y usos.
- Oliganthes bathiaei (Humbert) Humbert
- Oliganthes lanuginosa (Bojer ex DC.) Humbert
- Oliganthes lecomtei (Humbert) Humbert
- Oliganthes pseudocentauropsis (Humbert) Humbert
- Oliganthes sublanata (Drake) Humbert
- Oliganthes triflora Cass.